# Nancy Kerrigan
Nancy Kerrigan (Woburn Massachusetts, 13 oktober 1969) is een Amerikaanse voormalige kunstrijdster op de schaats. In haar carrière won ze twee medailles op Olympische Spelen.
Zij werd voor het eerst bekend toen de Amerikaanse vrouwen alle drie de medailles wonnen bij het Wereldkampioenschap van 1991; dit was voor het eerst in het vrouwentoernooi. Kerrigan won brons achter Kristi Yamaguchi en Tonya Harding. Haar carrière bevond zich daarna in een stijgende lijn, ze won brons tijdens de Spelen van 1992 en zilver tijdens de wereldkampioenschappen in hetzelfde jaar. Het jaar erna stond ze eerste tijdens de Wereldkampioenschappen in Praag na de korte kür. Tijdens de lange kür ging het echter mis en ze eindigde als vijfde.
Tijdens de voorbereidingen op de Amerikaanse kampioenschappen, tevens de kwalificatiewedstrijd voor de Winterspelen van Lillehammer,  werd Kerrigan in opdracht van de man van haar grote concurrent Tonya Harding met een metalen knuppel op haar knie geslagen. Een maand na de aanslag won ze de zilveren medaille tijdens de Spelen in Lillehammer, achter Oksana Baiul, waardoor het verhaal niet in het sprookje eindigde waarop de Amerikaanse pers had gehoopt. 
Na de Spelen raakt Kerrigan in opspraak door een aantal incidentjes, onder andere naar aanleiding van een opmerking die ze maakte tijdens een parade in Walt Disney World die door een microfoon werd opgevangen. Ze leek te zeggen dat ze de hele parade maar onzin en stom vond, terwijl ze ruim twee miljoen kreeg van haar sponsor Walt Disney. 
Na de Spelen nam ze niet meer deel aan wedstrijden maar trad nog wel op bij ijsrevues.

## Belangrijke resultaten
| Resultaten              | 1988 | 1989 | 1990 | 1991  | 1992   | 1993 | 1994   |
| ----------------------- | ---- | ---- | ---- | ----- | ------ | ---- | ------ |
| Olympische Spelen       |      |      |      |       | Brons  |      | Zilver |
| Wereldkampioenschap     |      |      |      | Brons | Zilver | 5e   |        |
| Nationaal Kampioenschap | 12e  | 5e   | 4e   | Brons | Zilver | Goud |        |

- Bibsys: 90903345
- Bibliothèque nationale de France: cb14043421b (data)
- Gemeinsame Normdatei: 119500310
- International Standard Name Identifier: 0000 0003 6722 1580
- Library of Congress Control Number: n94066153
- MusicBrainz: 6f44521e-7f21-467b-b25e-b18267f501f9
- Bibliotheek van het Japanse parlement: 00620925
- Nationale Bibliotheek van Israël: 987007433841605171
- SNAC: w6sr2kvj
- Système universitaire de documentation: 252677447
- Virtual International Authority File: 348148995796759751047